# Aeroportul Columbus-Lowndes County
Aeroportul Columbus-Lowndes County (IATA: UBS, ICAO: KUBS, FAA LID: UBS) este un aeroport din Mississippi, Statele Unite ale Americii ce deservește zona Columbus⁠(d). A fost numit după zona deservită.
Situat la o altitudine de 57 m, aeroportul dispune de 1 pistă.

## Infrastructură

### Piste
Aeroportul dispune de o singură pistă. Pista 18/36 are suprafața de asfalt și dimensiunile 4.503 picioare × 100 picioare. 